# Frank Jewett Mather
Frank Jewett Mather (Deep River, 1868 – 1953) è stato un critico d'arte e docente statunitense.

## Biografia
Dopo aver frequentato il Williams College fino al 1889, egli ha prestato il suo lavoro per il New York Evening Post e per il The Nation per complessivi 10 anni (dal 1901 al 1911)

## Opere
Egli ha pubblicato:  
- Homer Martin, Poet in Landscape (1912)
- The Collectors (1912),
- Estimates in Art (1916)
- The Portraits of Dante (1921)
- A History of Italian Painting (1923)